# Izabela Calduch Rovira
Isabel Calduch Rovira (ur. 9 maja 1882, zm. 13 kwietnia 1937) – hiszpańska klaryska kapucynka, męczennica, błogosławiona Kościoła katolickiego. 

## Życiorys
Była najmłodszą z pięciorga dzieci Francisca Calduch i Amparo Rovira Marti. Gdy poczuła powołanie do życia zakonnego wstąpiła do klasztoru kapucynek i w 1900 roku otrzymała habit zakonny. Mając 22 lata, w dniu 30 maja 1904 roku złożyła śluby wieczyste. W 1936 roku doszło do wybuchu wojny domowej w Hiszpanii. Została aresztowana 13 kwietnia 1937 roku, razem z franciszkaninem o. Manuelem Geli, następnie wraz z nim doprowadzona do miejscowego Komitetu w Alcala de Chivert. Tam byli okrutnie traktowani. Została zabita i pochowano ją na tamtejszym cmentarzu.
Beatyfikował ją w grupie Józef Aparicio Sanz i 232 towarzyszy Jan Paweł II 11 marca 2001 roku.